# Tiefsee-U-Boot

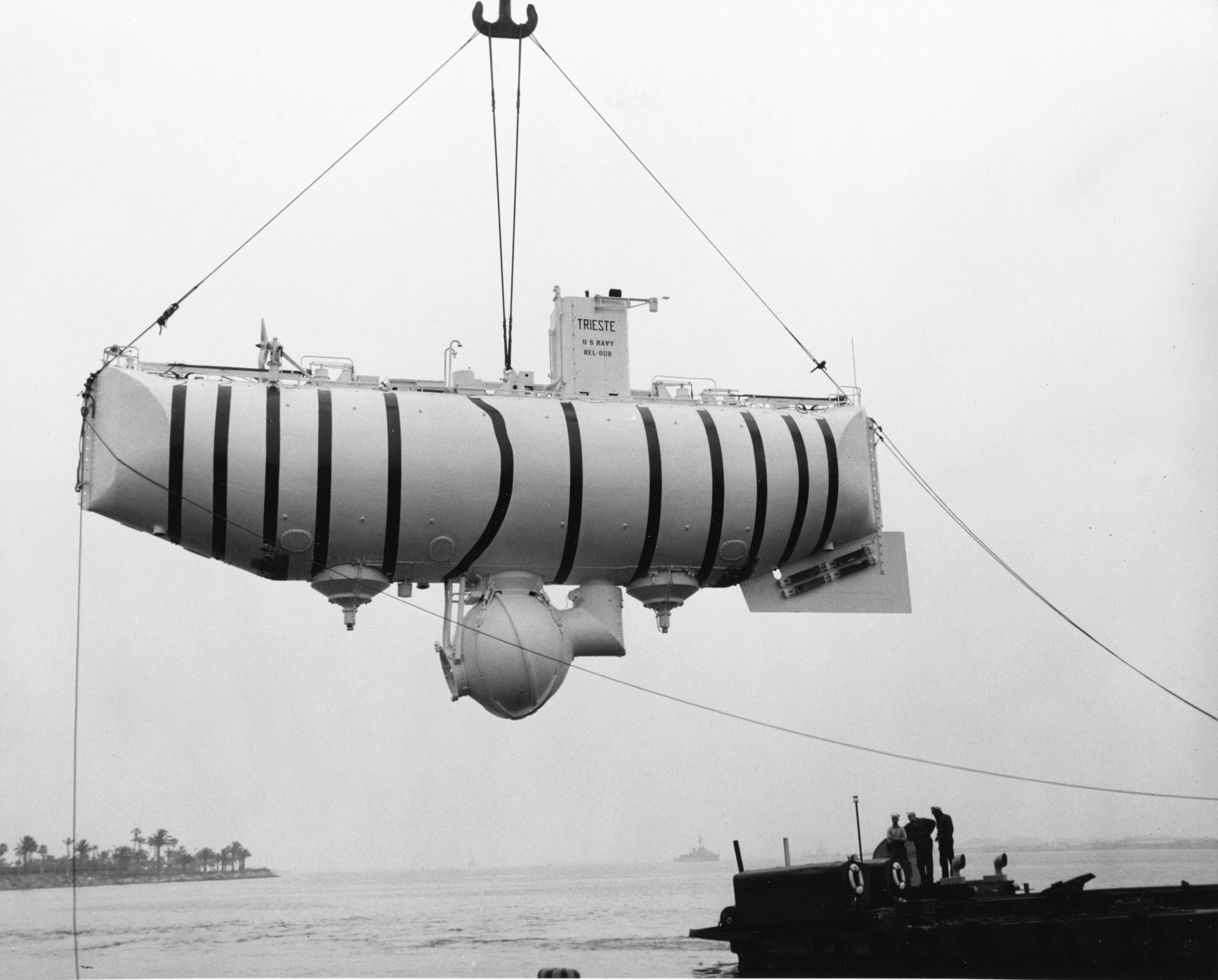
Bathyscaph Trieste

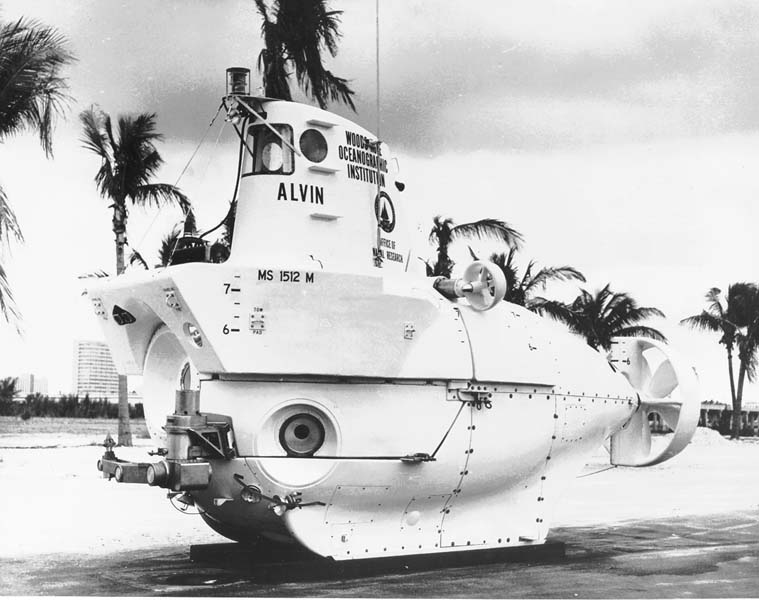
Alvin (DSV-2) an Land

Ein Tiefsee-U-Boot (engl. Deep Submergence Vehicle, DSV) ist ein Unterseeboot, das im Gegensatz zu den meisten militärischen U-Booten dem hohen Druck der Tiefsee standhalten kann. Tiefsee-U-Boote werden hauptsächlich zu wissenschaftlichen Zwecken eingesetzt, jedoch gibt es mit den Deep Submergence Rescue Vehicle auch Rettungs-Unterseeboote, die Tiefseetiefen über 800 Meter standhalten. Die Besatzung der Tiefseefahrzeuge hält sich in einem kugelförmigen Druckkörper auf.
Die Geschichte der Tiefsee-U-Boote beginnt mit der Bathysphäre von Charles William Beebe, die 1934 bei Bermuda fast 1000 Meter tief tauchte. Im Gegensatz zu Beebes Pionierleistung können sich heutige Tiefsee-Boote jedoch mit eigenem Antrieb bewegen.
Die Bathyscaph-Boote von Auguste Piccard bestehen aus einem großen Behälter für Ballast und Auftriebsbenzin oberhalb des Druckkörpers und sind nur eingeschränkt beweglich. Mit dem Bathyscaph Trieste wurde am 23. Januar 1960 eine Rekordtauchfahrt auf 10.916 Meter (Challengertief) unternommen.
Eines der bekanntesten Tiefsee-U-Boote ist Alvin (Tauchtiefe 4500 Meter, ab 2011: 6500 Meter), mit welchem 1986 der Tauchgang zum Wrack der Titanic unternommen wurde. Die zwei russischen U-Boote vom Typ Mir erreichen eine Tauchtiefe von 6000 Meter. Weiter befinden sich das französische U-Boot Nautile (6000 Meter) und die japanische Shinkai 6500 (max. 6527 Meter) im aktiven Dienst. Die chinesische Jiaolong kann Tauchtiefen von bis zu 7000 Meter erreichen. Mit 7062 Metern wurde im Juni 2012 der nationale 5188-Meter-Rekord vom Juli 2011 übertroffen.
Am 26. März 2012 erreichte James Cameron mit seinem Boot Deepsea Challenger alleine und als dritter Mensch insgesamt in einer Tiefe von 10.898 Metern den Grund des Challengertiefs im Marianengraben, den mutmaßlich tiefsten Punkt der Weltmeere.
Im Rahmen der Five Deeps Expedition tauchte Victor Vescovo im Jahr 2019 mit dem Tiefsee-Tauchboot Limiting Factor in mehreren Tiefseegräben und erreichte z. B. den Boden des Challengertiefs, des Sirenatiefs und des Horizontiefs.

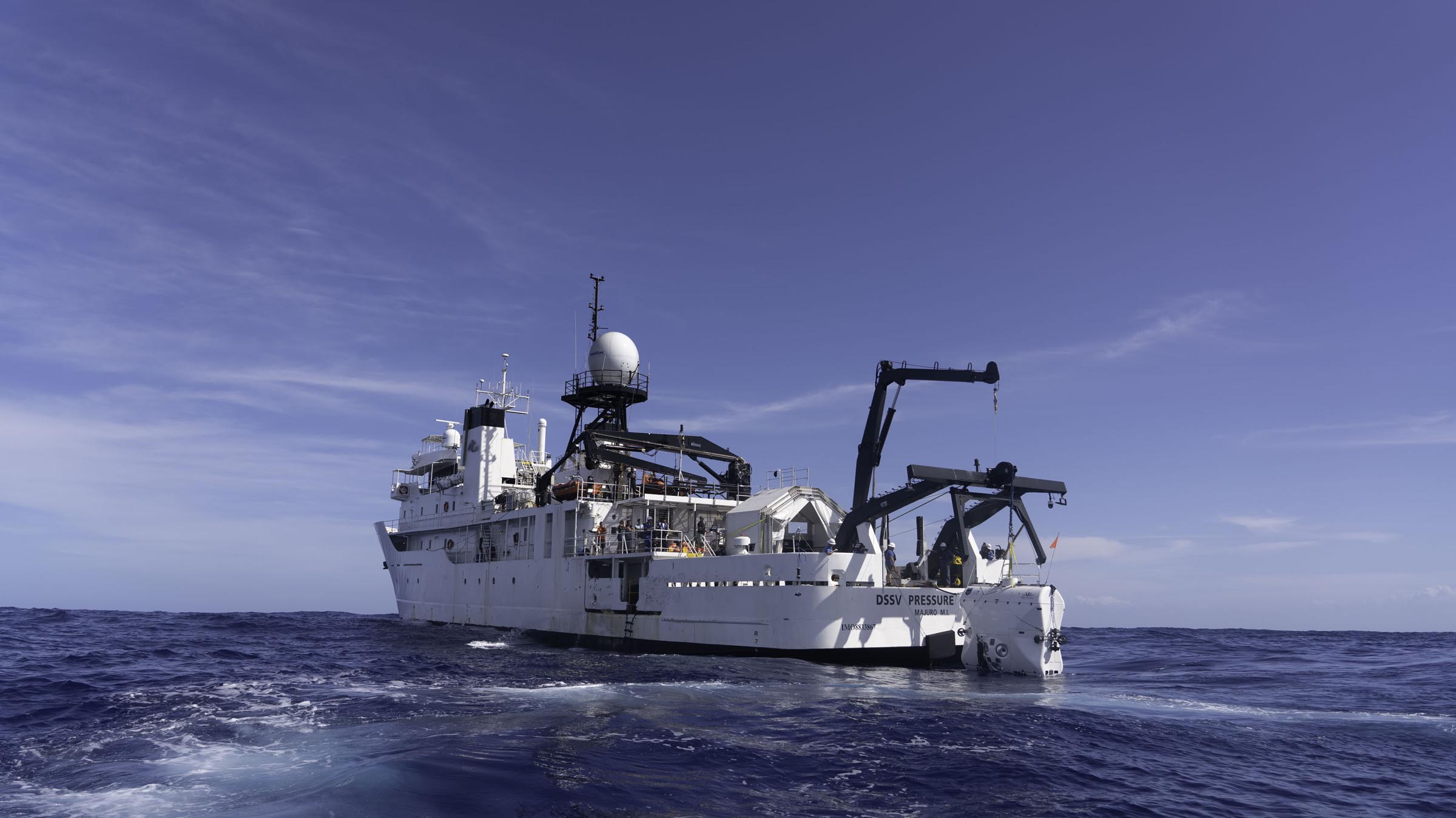
Das Tiefsee-Tauchboot Limiting Factor hier am Heckgalgen des Mutterschiffs Pressure Drop hängend im Dezember 2018 auf dem Atlantischen Ozean

Für die Untersuchung bzw. Besichtigung des Wracks der Titanic in 3800 Meter Tiefe wurde das Tiefsee-U-Boot Titan mit zylindrischen Druckkörper gebaut, das fünf Personen aufnehmen konnte. Dieses ist nach Erkenntnissen vom 23. Juni 2023 implodiert, wobei alle fünf Insassen starben. Die Trümmer der Titan wurden in der Nähe des Wracks der Titanic gefunden.